# Santiago Lovell
Santiago Alberto Lovell (23 d'abril de 1912 – 16 de març de 1966) va ser un boxejador argentí guanyador de la medalla d'or als Jocs Olímpics d'estiu de 1932 en la categoria de pes pesant. Va obtenir la seva medalla d'or olímpica després d'una victòria sobre el boxejador italià Luigi Rovati.
Va ser campió argentí i sud-americà de pes pesant entre 1938 i 1953. No obstant això, el va perdre contra el boxejador xilè Arturo Godoy. Lovell tenia un palmarès de 88 combats professionals, 76 victòries (55 K.O.), 2 derrotes (2 K.O.) i 3 empats.